# Nintendo DS Browser

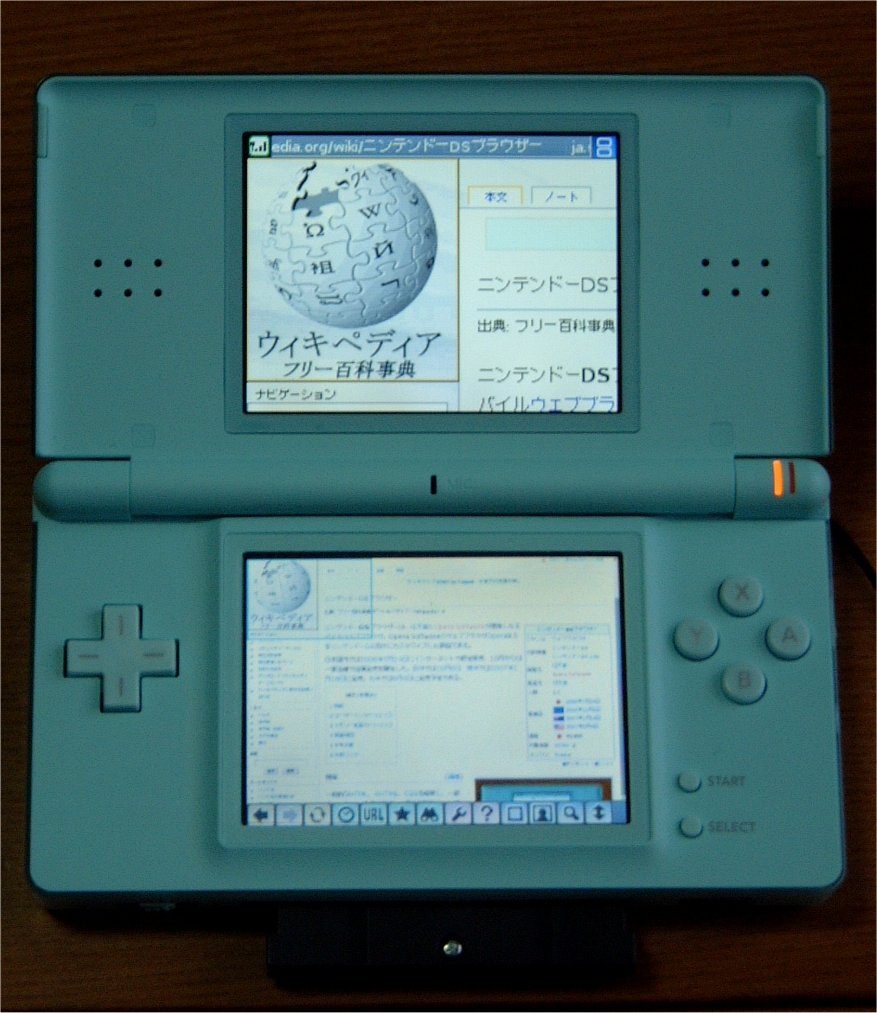
De Nintendo DS Browser in gebruik.

De Nintendo DS Browser is een programma (gamecard) voor de Nintendo DS, waardoor met de DS op het internet gesurft kan worden, gebaseerd op de browser Opera. Hierbij wordt gebruikgemaakt van de ingebouwde wifi-mogelijkheid. Wifi kan gebruikt worden als er een draadloze internetverbinding aanwezig is, of de Nintendo Wi-Fi USB Adapter (beiden vereisen wel een breedband-internetverbinding). Als er contact gemaakt is met het internet, kun je op internet surfen. De Nintendo DS Browser biedt geen ondersteuning voor Flash. 